# Биласпур (штат)
Штат Биласпур — штат Индии, существовавший в 1950—1954 годах. Столица — Биласпур.
После раздела Британской Индии княжество Биласпур вошло в состав Индийского Союза в качестве провинции, а бывший правитель Биласпура стал её главным комиссаром. 26 января 1950 года вступила в силу Конституция Индии, в соответствии с которой провинция Биласпур стала штатом категории «C».
1 июля 1954 года штат Биласпур был расформирован, став округом Биласпур штата Химачал-Прадеш.